# Champfleury (Marne)
Champfleury é uma comuna francesa na região administrativa do Grande Leste, no departamento de Marne. Estende-se por uma área de 4.02 km², e possui 561 habitantes, segundo o censo de 2018, com uma densidade de 140 hab/km².